# Амнаш (Сибињ)
Амнаш (рум. Amnaș) насеље је у Румунији у округу Сибињ у општини Салиште. Oпштина се налази на надморској висини од 378 m.

## Становништво
Према подацима из 2002. године у насељу је живело 369 становника.

### Попис2002.
| Расподела становништва по националности 2002.‍ | Расподела становништва по националности 2002.‍ | Расподела становништва по националности 2002.‍ | Расподела становништва по националности 2002.‍ | Расподела становништва по националности 2002.‍ |
| --------------------------------------------- | --------------------------------------------- | --------------------------------------------- | --------------------------------------------- | --------------------------------------------- |
|                                               |                                               |                                               |                                               |                                               |
| Румуни                                        | Румуни                                        |                                               | 336                                           | 91,3%                                         |
| Роми                                          | Роми                                          |                                               | 10                                            | 2,7%                                          |
| Немци                                         | Немци                                         |                                               | 22                                            | 6,0%                                          |